# Gradinje (Dimitrovgrad)
Gradinje (búlgaro: Градина Gradina o Градине Gradine; serbocroata cirílico: Градиње) es un pueblo de Serbia perteneciente al municipio de Dimitrovgrad en el distrito de Pirot.
En 2011 tenía 161 habitantes. Étnicamente, dos tercios de los habitantes son búlgaros y un tercio serbios.
Se conoce la existencia del pueblo en documentos desde 1576, cuando aparece en un registro tributario otomano. En 1878 pasó a formar parte del principado de Bulgaria, para pasar tras la Primera Guerra Mundial a ser un puesto fronterizo perteneciente al reino de los Serbios, Croatas y Eslovenos.
Se ubica junto a la frontera con Bulgaria, en la periferia suroriental de la capital municipal Dimitrovgrad, a orillas del río Nišava y junto a la carretera E80.

## Demografía
La localidad ha tenido la siguiente evolución demográfica:
| Gráfica de evolución demográfica de Gradinje entre 1948 y 2011 |
|                                                                |